# Rochford District
Rochford ist ein District in der Grafschaft Essex in England. Er wurde am 1. April 1974 gebildet und entstand aus der Fusion des Rayleigh Urban District und des Rochford Rural District. Zwar ist der District nach Rochford benannt, der größte Ort ist jedoch Rayleigh.
Seit 1984 ist Rochford Partnerstadt von Haltern am See.

## Orte im District
- Ashingdon
- Great Wakering
- Hockley
- Hullbridge
- Rayleigh
- Rochford

Koordinaten: 51° 35′ N, 0° 42′ O